# Festina lente

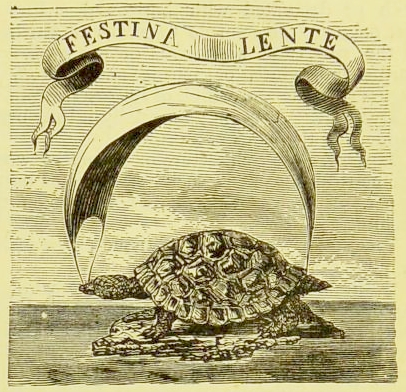
Una obra de John W. Mollett. Realitzada el 1883

Festina lente és una llatinada procedent de l'oxímoron grec «σπεῦδε βραδέως»(<<speûde bradéōs>>), amb una traducció textual que és <<afanya’t lentament>>. Aquesta expressió ens demana de manera molt significativa actuar amb diligència però sense atabalament ni precipitació.

## Història
Suetoni va ser qui va consolidar aquesta frase, en posar-la en boca de l’Emperador August, per il·lustrar la seva actitud a l’hora de tractar amb soldats i generals de les tropes que dirigia. Uns dels pilars fonamentals del primer emperador Romà (August), era recuperar el que havien perdut en el transcurs del temps: tradicions, valors…
August criticava sovint els seus comandants militars que “s'apressessin lentament”, perquè ell tenia el pensament que la imprudència era una condició perillosa per a un oficial del seu comandament.
Les monedes romanes fetes servir durant l’època d'August i posteriorment Tit Flavi Sabí Vespasià portaven diversos emblemes que simbolitzaven l'adagi festina lente, que està compost per un dofí i l’àncora.

### Expressió artística i Festina lente
L'expressió festina lente està simbolitzada amb una àncora i la marca d’un dofí. En aquesta expressió el dofí representa “la presa, la precipitació, el afany… i l’àncora representa “la lentitud, la tranquil·litat, la calma…

## Forma
L'expressió festina lente està construïda a partir de l’imperatiu del verb “festinare” (‘afanyar-se’, ‘apressar-se’), i l'adverbi “lente” (‘lentament’, fixat a partir de l'adjectiu lentus, ‘lent’), que està construïda per un oxímoron que ens mou a actuar amb rapidesa, però sense atabalar-se.

## Significat
El significat d’aquest mot llatí és que les activitats s'han de realitzar amb equilibri adequat i amb diligència. També és una contradicció en els termes ja que significa ràpid i lent.

## Expressions similars aFestina lenteactuals
- Català: a poc a poc s'encén el foc | qui més corre, fa més tard.
- Castellà: vísteme despacio que tengo prisa.
- Gallec: visteme a modo que teño présa.
- Italià: adagio, perché ho fretta.
- Portuguès: devagar se vai ao longe.
- Anglès: more haste, less speed.[4]
- Francès: Hâtez-vous lentement.[5]

## Pronúncia
Aquest lema te una pronúncia molt simple, només cal destacar que s'ha de pronunciar amb l'accent prosòdic a la “i”: festína lente.

## Usos
Aquesta expressió llatina es pot veure utilitzada en diferents llibres, en diferents faules, diferents expressions artístiques…

### La vida lenta
En el llibre de Xavier Pla, pròleg a La vida lenta de Josep Pla, es pot veure un ús d'aquest llatinisme:
“La vida lenta té l’avantatge de remetre també a altres títols de Pla, pensem en La vida amagada, sisè volum de l’Obra Completa. La <<lentitud>>, d’altra banda, sempre ha estat en concepte positiu en el vocabulari de Pla.
Potser algun lector també hi sabrà trobar el ressò d’una antiga locució llatina, feta a partir d’un oxímoron festina lente (<<afanya’t lentament>>). I, és clar, encara, una referència clara als famosos versos, certament, melancòlics, del poema Le pont Mirabeau d'Apollinaire: <<Comme la vie est lente/ Et comme l’Espérance est violente>>.”

### El retorn de Voltaire
En el llibre El retorn de Voltaire, de Martí Domínguez, també es pot observar un ús d’aquest llatinisme:
“Tothom volia tocar-lo, saludar-lo, els crits, les admiracions, els ànims, la gent s'eixamava (verb eixam) eufòrica al seu voltant. Ell patia perquè la representació d’Irene estava a punt de començar, calia apressar-se… Sense avís previ, lo va vindre a la ment el proverbi llatí: festina lente… D’on havia vingut aquella veu, d’on havia sorgit aquella inspiració, que era el que l’havia dictat?… Festina lente, apressa’t a poc a poc…”

### Vides dels dotze Cèsars
En el llibre Vides dels dotze cèsars, de Suetoni, també es pot veure un exemple d’aquest llatinisme:
“ Nihil autem minus perfecto duci quam festinationem temeritatem-que convenire arbitrabature. Crebro itaque illa iactabat:
Σπευδε βραδέως. ’Άσφανς γάρ έστ άμείνον ή θράσυς στρατηλάτης.
Et: sat celerite fieri quidquid fiat satis bene. Proelium quidem aut bellum siscipiendum omnino negabat, nisi cum maior emolumenti spes quam damni metus ostenderetum. Nam minima commoda non minimo sectantis discrimine similes aiebat esse aureo hamo piscantibus, cuius abrupti damnum nulla captura pensari posset.”
August deia que per ser un general perfecte no pot precipitar-se ni explicar alguna cosa que comporti una guerra. I per això ell repetia el mot “afanya’t lentament” (festina lente), “és millor un general prudent que no un d'intrèpid” i “es fa prou de pressa tot el que es fa bé”.

### Faula
Isop (grec del segle vii aC i autor de l'antiguitat grecollatina), amb la famosa faula de la llebre i la tortuga, ens fa recordar el valor de la lentitud “sempre que vaig acompanyada de tenacitat i voluntat de fer la feina ben feta; cal, doncs, com la tortuga que guanya la cursa a la llebre, persistir en les empreses malgrat que aparentment les facultats per dur-les a terme no siguin òptimes. I fer-ho, sobretot, sense precipitació ni supèrbia”.